# 長野県道337号屋代停車場線
長野県道337号屋代停車場線（ながのけんどう337ごう やしろていしゃじょうせん）は、長野県千曲市のしなの鉄道屋代駅から国道18号交点を結ぶ一般県道。

## 概要
屋代駅の駅前通り。屋代駅と国道18号・千曲市役所更埴庁舎方面を結ぶ千曲市更埴地域のメインストリートである。

### 路線データ
- 起点：しなの鉄道 屋代駅
- 終点：千曲市杭瀬下（杭瀬下交差点、国道18号・国道403号交点）

## 別名
- ふれあい通り（全線）

## 通過する自治体
- 長野県
  - 千曲市

## 重複区間
- 長野県道392号白石千曲線（屋代駅前交差点・杭瀬下交差点間）

## 交差する道路
- 屋代駅前交差点
  - 長野県道392号白石千曲線
- 杭瀬下交差点（終点）
  - 国道18号
  - 国道403号

## 周辺
- 屋代駅 - しなの鉄道線・長電屋代線
- ホテルルートイン更埴
- 屋代駅前郵便局
- 八十二銀行 屋代支店
- 長野銀行 屋代支店